# Kinga Szűcs
Kinga Szűcs (* 8. Juni 1993) ist eine ungarische Volleyballspielerin.

## Karriere
Szűcs begann ihre Karriere 2007 und war vierzehn Jahre lang für verschiedene Vereine in ihrer ungarischen Heimat aktiv. Dabei erreichte sie mit Újpesti TE in der Saison 2014/15 den dritten Platz im Pokal und in der Liga sowie 2017/18 nochmal einen dritten Rang in der Liga. 2020/21 kam sie mit 1. MCM-Diamant KNRC ins nationale Pokal-Halbfinale und wurde Dritte im Challenge Cup. 2021/22 war die Außenangreiferin beim italienischen Erstligisten VBC Casalmaggiore erstmals im Ausland aktiv. In der folgenden Saison spielte sie zunächst beim polnischen Verein Palac Bydgoszcz und dann beim italienischen Zweitligisten Seap-Sigel Marsala. 2023/24 spielte sie beim französischen Verein Terville-Florange OC. In der Saison 2024/25 gewann sie mit dem aserbaidschanischen Verein Absheron VC den nationalen Pokal. 2025 wurde Szűcs vom deutschen Bundesligisten Schwarz-Weiss Erfurt verpflichtet.